# 田雄 (全国人大代表)
田雄（1946年—），北京人，汉族，中华人民共和国政治人物，第十一届全国人民代表大会北京地区代表。

## 生平
毕业于中国农业大学。中国共产党党员。2008年，当选为全国人大代表。